# Océano Reico
El océano Reico u océano Rhéico fue un océano que durante el Paleozoico se localizaba entre el supercontinente Gondwana y los pequeños continentes del Norte. Estos incluían Laurentia (la futura Norteamérica), Báltica (norte de Europa) y Avalonia (sur de Europa). Estos pequeños continentes, junto con Siberia que se encontraba más al norte se unirían pronto para formar el supercontinente Laurasia.

## Etimología
El océano entre Laurentia y Báltica tomó su nombre por Jápeto, en la mitología griega el padre de Atlas, de la misma forma que el océano de Jápeto fue el predecesor del océano Atlántico. El océano entre Gondwana y Báltica se denomina océano Reico por Rea, hermana de Jápeto.

## Evolución
Todo comenzó con una fisura en el supercontinente Gondwana, que obligó Avalonia a atravesar el océano Iapetus en la primera parte del Ordovícico Medio, abriendo el nuevo océano. Durante gran parte del Ordovícico Tardío, el océano Rheico parece haber aumentado tan rápido como hoy la Dorsal del Pacífico oriental (a 17 cm/año). Cuando Báltica y Laurentia chocaron entre sí a finales del Ordovícico para formar el continente de Euramérica, el océano Rheico ya se había ampliado, en sustitución del océano de Japeto, que en este momento se había convertido en un estrecho canal entre Avalonia y Laurentia. 
El océano Reico se empezó a cerrar en el Devónico, cuando el supercontinente Gondwana deriva hacia Euramérica. A finales del Devónico, se convirtió en un océano estrecho entre Gondwana y Euramerica. En el Carbonífero Inferior (Misisipiense), la parte oriental del océano Rheico ya se había cerrado, debido a la colisión del este de Norteamérica con África. Más tarde, Sudamérica chocó contra el sur de Norteamérica, cerrando completamente el océano y formando finalmente el supercontinente Pangea. Esta colisión creó las orogenias apalache y varisca.